# Кипчаково (Рязанская область)
Кипчаково — село в Кораблинском районе Рязанской области. Административный центр Кипчаковского сельского поселения.

## Географическое положение
Кипчаково находится в юго-восточной части Кораблинского района, в 10 км к юго-востоку от райцентра.
Село разделено на две части рекой Рановой. Практически каждую весну восточная часть Кипчаково становится отрезаной от западной части из-за повышения уровня воды в Ранове.

## Население
| 1859 | 1906 | 2010 |
| ---- | ---- | ---- |
| 584  | ↘567 | ↘461 |

## История

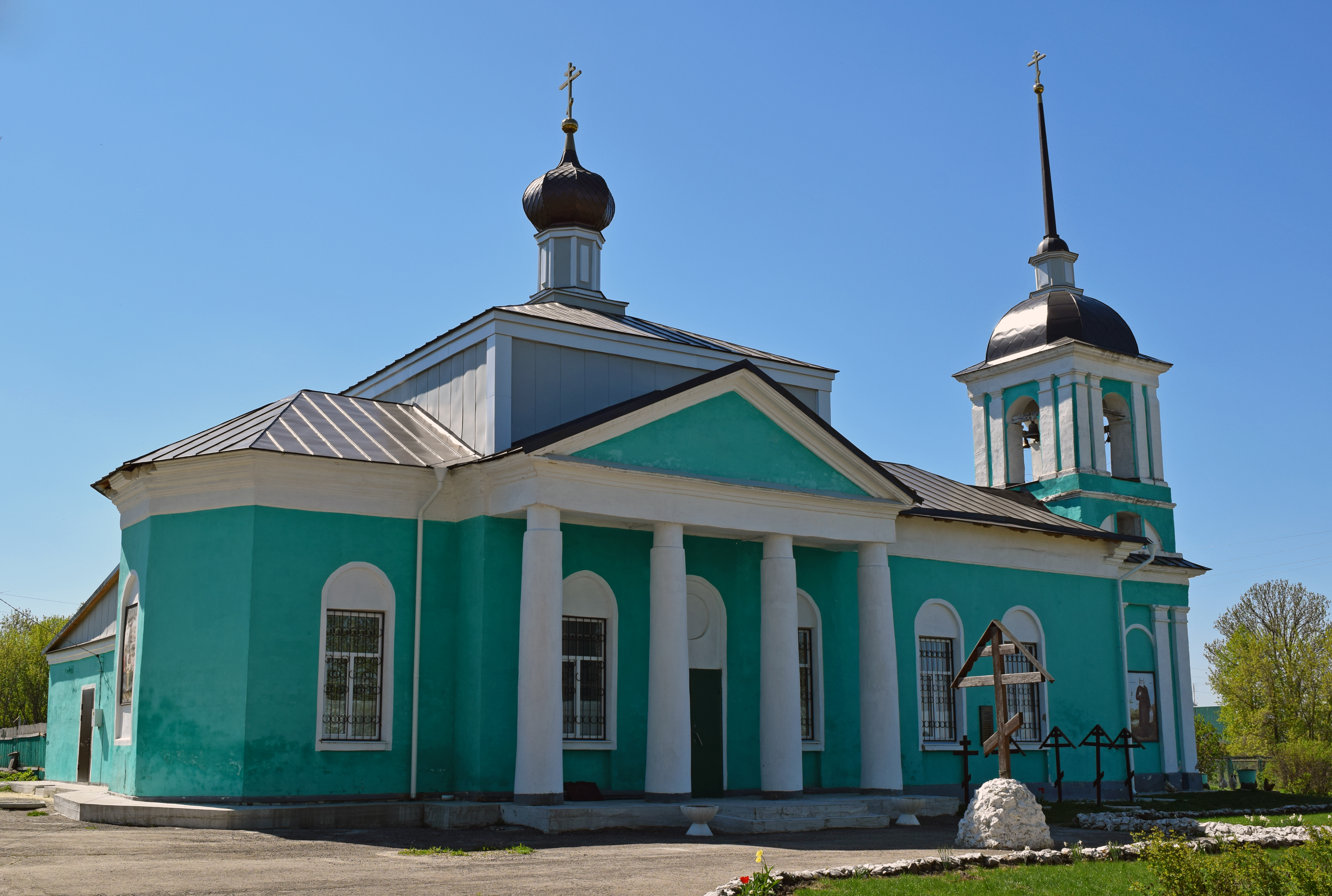
Церковь Троицы Живоначальной в Кипчаково

Рядом с селом археологами были обнаружены 2 селища, предположительно XIV—XVII веков.
Впервые упоминается в «Платёжной книге Пехлецкого стана 1594—1597 годов», составленной дьяком Третьяком Григорьевичем Вельяминовым.
В качестве села упоминается в окладных книгах 1676 г., где при находившейся в том селе церкви « Великого Чудотворца Николая» показано церковной пашни 10 четвертей в поле, сенных покосов на 25 копен. В приходе к той церкви 2 двора помещиков, а в них живут приказчики и деловые люди, 54 двора крестьянских, 5 дворов бобыльских и всего 63 двора.
Храм заново отстраивался в 1744 году. Ныне существующая, каменная церковь построена в 1792 г. помещиком Петром Николаевичем Ляпуновым, перестроена в 1815 г. Петром Петровичем Ляпуновым.
В 1747—1748 годах в окрестностях села Кипчаково производство железа ручным способом без плавки пытался наладить иноземец фон Циммерман. С его смертью предприятие было ликвидировано.
В XVII веке по берегам реки Рановы открывают месторождения серого колчедана, в Кипчаково работают серный и купоросный заводы, использовавшие его.
В начале 19-го века село Кипчаково принадлежало Тютчевым и Ляпуновым, от них перешло к князю Дадиани Георгию Григорьевичу, внуку последнего царя Грузии Георгия XII. Позже перешло во владение князю Андрею Сергеевичу Оболенскому. Ему же принадлежала мельница стоящая на реке Ранове.
Во второй половине XIX века у села Кипчаково приобрел землю великий князь Петр Николаевич, внук Николая I и дядя Николая II.
Большую часть времени великий князь проводил в своем имении Благодатное. Здесь был « живительный» воздух для слабого организма Петра Николаевича.
Петр Николаевич понимал необходимость просвещения народа, так в селе Кипчаково на средства великого князя в 1901 году была построена школа.
В 1905 году в селе Кипчаково в 67 дворах проживало 567 человек.
События Первой русской революции 1905—1907 годов охватили и имение Благодатное. 3 марта 1905 года начальник Ряжского отделения Московско -Камышенского жандармского управления железных дорог сообщал руководству: «Доношу, что среди крестьян Княжовксой волости идут разговоры об отнятии земли у землевладельцев и у помещиков, а также у великого князя Петра Николаевича…»
После революции 1917 года храм пытались разрушить, но прочная кладка не поддавалась, и здание стало служить как хозпостройка. В нём долгое время было хранилище минеральных удобрений, затем сельский Дом культуры.
Во время коллективизации в Кипчаковском сельсовете были образованы колхозы: «Новая жизнь», «Красный маяк», «Вольный труд», «Третий решающий год пятилетки» и «Прогресс».
В 1950-е было по всей стране произошла аграрная реформа, т. н. укрупнение колхозов, в результате чего все 5 коллективных хозяйств были объединены в одно — «Прогресс». В советское время колхоз был награждён Красным знаменем ЦК КПСС и Совета Министров. С 1970-х годов председателем являлся А. А. Редькин.
В результате муниципальной реформы 2006 года вместо Кипчаковского сельского округа было образовано Кипчаковское сельское поселение. Село стало его административным центром.
Ближайшие населённые пункты:

— село Кикино в 4 км к западу по грунтовой дороге;

— деревня Хомутск в 2 км к югу по грунтовой дороге;

— деревня Набережная к северо востоку по грунтовой дороге;

— деревня Сосновка к юго-востоку по асфальтированной дороге;

— деревня Красная Поляна к юго-востоку по асфальтированной дороге.

## Хозяйство
Кипчаково является центральной усадьбой Кипчаковского отделения сельхозпредприятия ООО «Пламя». Ранее СПК «Прогресс-1».
Предприятие занимается производством зерна, выращиванием КРС. На момент 2011 года работало 113 человек.
Управляющий: Купров Вячеслав Юрьевич.

## Инфраструктура
Дорожная сеть
В 1 км к западу проходит автотрасса регионального значения Р-126 «Рязань-Ряжск», от которой есть асфальтированный подъезд.
Также село пересекает автотрасса межмуниципального значения «Кораблино-Ухолово».
Уличная сеть
- Заречная улица
- Школьная улица
- Лесная улица
- Кипчаковская улица
- Луговая улица
- Солнечная улица
- улица Тихонова

Связь
В селе действует сельское отделение почтовой связи.
Образование
Работает средняя общеобразовательная школа.
Здравоохранение
В селе есть фельдшерско-акушерский пункт.

## Люди, связанные с селом
- Никушин Сергей Кузьмич (08.10.1888 — 29.03.1921) — крестьянин-собственник с. Кипчаково, герой Первой мировой войны, старший унтер-офицер 10-го уланского Одесского полка, георгиевский кавалер (три Георгиевских креста 4-2 степеней, Георгиевская медаль 4-й степени), в 1920 году военный руководитель крестьянского восстания, известного как «огольцовщина». Расстрелян в Ряжске по приговору Рязанского губернского революционного трибунала.

- Великий князь Пётр Николаевич Романов (1864—1931) — генерал-лейтенант и генерал-адъютант русской армии. Внук императора Николая I. Владелец имения «Благодатное».
- Дадиан-Мингрельский Георгий Григорьевич (1798—1851) — светлейший князь из дома Дадиани, русский генерал. Внук последнего царя Грузии Георгия XII. Один из владельцев села.
- Федцов Петр Владимирович (1833—1874) — участник героической обороны Севастополя, капитан II ранга. Уроженец села Кипчаково.
- Редькин Анатолий Андреевич — председатель колхоза «Прогресс», директор СПК «Прогресс-1». Награждён орденами Трудового Красного Знамени, Октябрьской Революции, ему присвоено почетное звание Заслуженный работник сельского хозяйства РФ.
- Свирин Юрий Миронович (1937—2004) — хозяйственный, государственный и политический деятель, Герой Социалистического Труда.